# Habitabilitat en sistemes de nans grocs

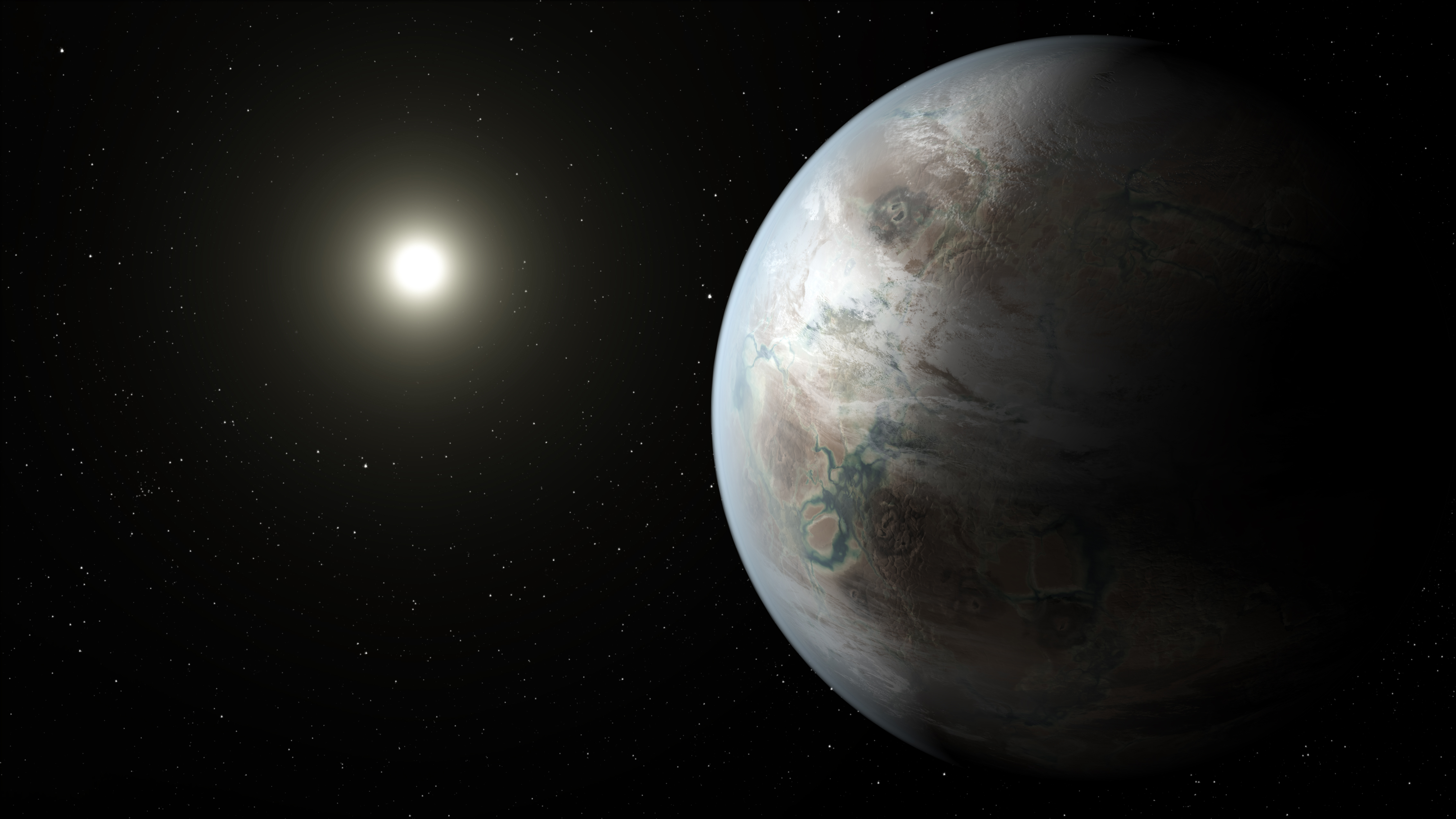
Interpretació artística de Kepler-452b, un exoplaneta potencialment habitable pertanyent a un nan groc.

L'habitabilitat en sistemes de nans grocs defineix l'aptitud per a la vida dels exoplanetes pertanyents a estels d'aquest tipus. Aquests sistemes són objecte d'estudi entre la comunitat científica per ser considerats els més idonis per contenir organismes vius juntament als pertanyents a estrelles de tipus K.
Els nans grocs comprenen a les de tipus G de la seqüència principal, amb masses d'entre 0,9 i 1,1 M☉ i temperatures superficials d'entre 5000 i 6000 K, com el Sol. Són les terceres més comunes en la galàxia de la Via Làctia i les úniques en les quals la zona habitable coincideix per complet amb la zona d'habitabilitat ultraviolada.
Com que la zona habitable se situa més lluny en estrelles més massives i lluminoses, la separació entre l'astre principal i l'extrem intern d'aquesta regió és major en els nans grocs que en els nans vermells i taronja. Per tant, els planetes situats en aquesta zona de les estrelles de tipus G es troben a resguard de les intenses emissions estel·lars que es produeixen després de la seva formació i no es veuen tan afectats per la influència gravitatòria del seu astre com aquells pertanyents a cossos estel·lars de menor grandària. D'aquesta manera, tots els planetes situats a la zona d'habitabilitat de les estrelles d'aquest tipus depassen el límit d'acoblament de marea i, per tant, la seva rotació no està sincronitzada amb la seva òrbita.
La Terra, en òrbita entorn d'un nan groc, representa l'únic exemple conegut d'habitabilitat planetària. Per aquesta raó, el principal objectiu en el camp de la exoplanetologia és trobar un planeta anàleg a la Terra que reuneixi les seves característiques principals, com a grandària, temperatura mitjana i localització entorn d'un estrella similar al Sol. No obstant això, les limitacions tecnològiques dificulten la troballa d'aquests objectes per l'escassa freqüència dels seus trànsits, conseqüència de la distància que els separa de les seves estrelles o semieix major. Com a resultat, solament hi ha tres exoplanetes confirmats que pertanyin a sistemes de nans grocs en la llista dels vint més similars a la Terra després de l'actualització de l'arxiu de la NASA del 10 de maig de 2016: Kepler-452b, Tau Ceti e i Kepler-22b.

## Característiques4
Els nans grocs es corresponen amb les de classe G de la seqüència principal, amb una massa d'entre 0,8 i 1,2 M☉, i unes temperatures superficials d'entre 5000 i 6000 K. Com que el mateix Sol és un nan groc, de tipus G2V, aquest tipus d'astres també són coneguts com a anàlegs solars. Ocupen el tercer lloc entre les estrelles més comunes de la seqüència principal, després de les nanes vermelles i taronges, amb una representativitat del 10 % respecte al total de la Via Làctia. Aproximadament, romanen un lapse de 10 000 milions d'anys en la seqüència principal. Després del Sol, l'estrella de tipus G més propera a la Terra és Alpha Centauri A, a 4,4 anys llum i pertanyent a un sistema estel·lar múltiple.
Totes les estrelles travessen una fase d'intensa activitat després de la seva formació a causa de la seva rotació, molt més ràpida al començament de les seves vides. La durada d'aquest període varia en funció de la massa de l'objecte: els astres menys massius poden romandre en aquest estat fins a 3000 milions d'anys, davant dels 500 milions de les estrelles tipus G. Els estudis de l'equip d'Edward Guinan, astrofísic de la Universitat Villanova, revelen que el sol rotava deu vegades més ràpid en els seus inicis. ja que la velocitat de rotació d'un estel afecte al seu camp magnètic, les emissions de raigs X i UV del Sol eren centenars de vegades més intenses que en l'actualitat.
L'extensió d'aquesta fase en les nanes vermelles, així com el probable acoblament de marea dels seus planetes potencialment habitables respecte a elles, podria acabar amb el camp magnètic d'aquests planetes, la qual cosa suposaria la pèrdua de gairebé tota la seva atmosfera i aigua cap a l'espai per la interacció amb el vent estel·lar. Per contra, el semieix major dels objectes planetaris pertanyents a la zona habitable d'estrelles tipus G és bastant ampli per permetre la rotació planetària. A més, la durada del període d'intensa activitat estel·lar és molt curta per eliminar una part significativa de l'atmosfera en planetes amb masses similars o superiors a la de la Terra, que compten amb una gravetat i magnetosfera capaces de contrarestar els efectes dels vents estel·lars.

## Zona habitable

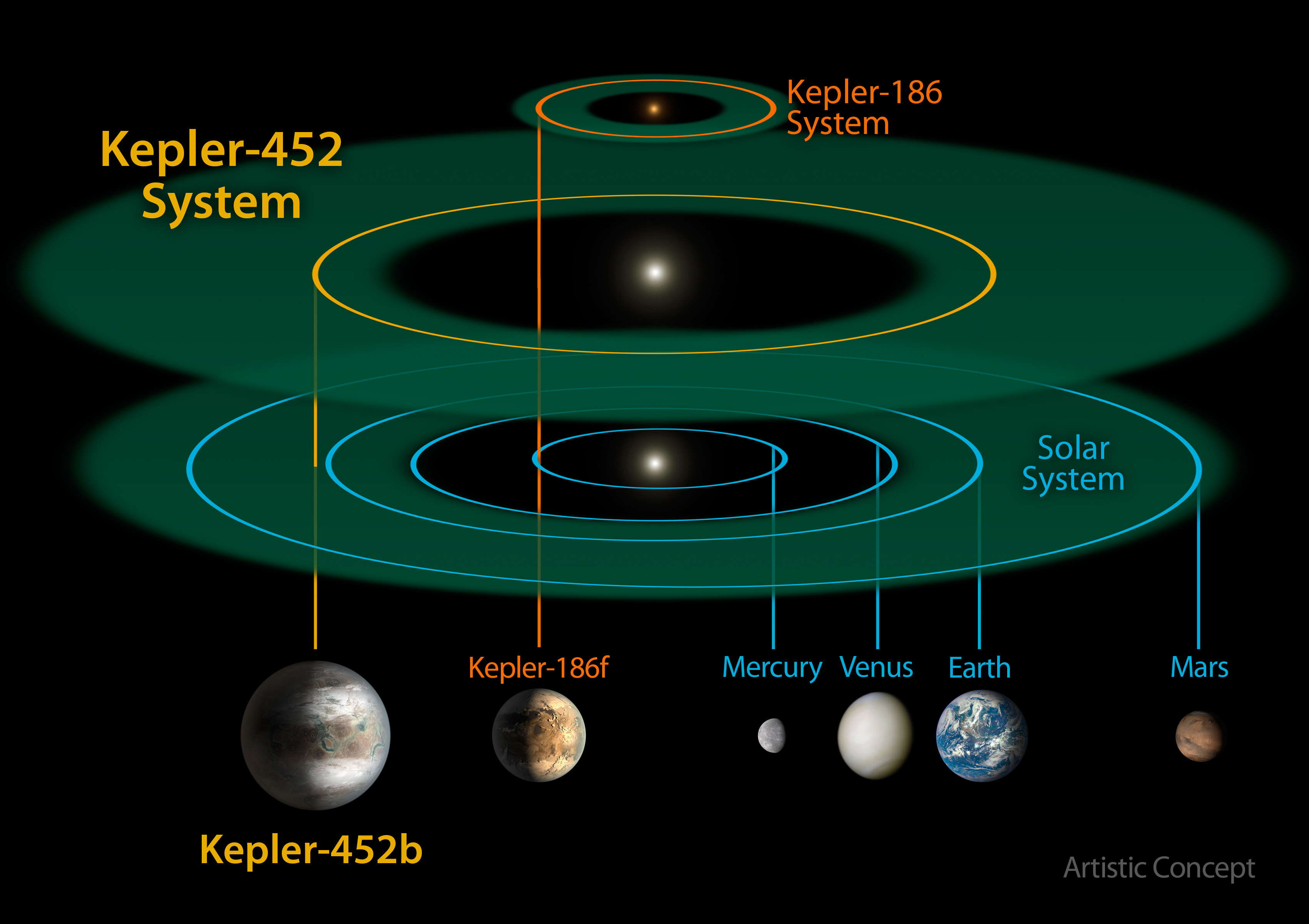
Zona habitable dels estels Kepler-186 (nana vermella), Kepler-452 i el Sol (ambdós nans grocs).

La zona habitable al voltant dels nans grocs varia en funció de la seva grandària i lluminositat, encara que l'extrem intern sol estar a 0,84 ua i l'extern a 1,67 en una nana de classe G2V com el Sol. En una nana classe G5V —més petita— de 0,95 R☉ la zona habitable es correspondria amb la regió situada entre les 0,8 i les 1,58 UA respecte a l'estel, mentre que en una de tipus G0V —més gran— se situaria a una distància d'entre 1 i 2 UA del cos estel·lar. En òrbites menors l'extrem intern de la zona habitable es desencadenaria un procés d'evaporació de l'aigua, separació de l'hidrogen per fotòlisi i pèrdua de l'hidrogen a l'espai per fuita hidrodinàmica. Més enllà del límit extern de la zona habitable, les temperatures serien prou baixes per permetre la condensació del CO₂, que suposaria un augment de l'albedo i una reducció retroalimentativa de l'efecte d'hivernacle fins a provocar una glaciació global permanent.
La grandària de la zona d'habitabilitat és directament proporcional a la massa i lluminositat de la seva estrella, per la qual cosa com més gran sigui, més àmplia serà la seva zona habitable i més lluny es trobarà de la seva superfície. Les nanes vermelles, les més petites de la seqüència principal, tenen una zona d'habitabilitat molt petita i propera, que sotmet a qualsevol planeta potencialment habitable del sistema a l'efecte de la seva estrella, incloent un probable acoblament de marea. Fins i tot en un nana groc petit com Tau Ceti, de tipus G8,5V, el límit d'ancoratge se situa a 0,4237 UA davant de les 0,522 UA que marquen l'extrem intern de la zona habitable, així que qualsevol objecte planetari que orbiti al voltant d'un estel de classe G en aquesta regió superarà amb escreix el límit d'acoblament, i comptarà amb cicles de dia i nit com la Terra.
En els nans grocs, aquesta regió coincideix per complet amb la zona d'habitabilitat ultraviolada. Aquesta àrea està determinada per un límit intern a partir de com l'exposició a la radiació ultraviolada seria massa elevada per l'ADN i per un extern que ofereix els nivells mínims perquè els éssers vius puguin exercir els seus processos biogènics. En el sistema solar, aquesta regió se situa entre 0,71 i 1,9 UA respecte al Sol, davant de les 0,84-1,67 UA que marquen els extrems de la zona d'habitable.

## Potencial per a la vida

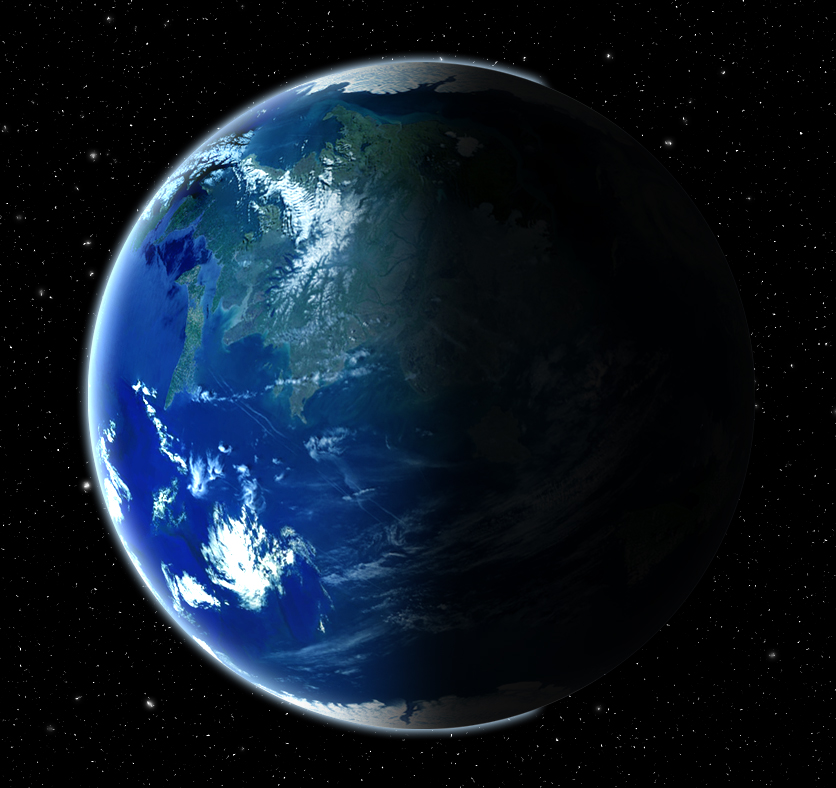
Possible aspecte d'un anàleg a la Terra.

Donada la durada de la seqüència principal en estrelles de tipus G, els nivells de radiació ultraviolada a la seva zona habitable, el semieix major de l'extrem intern d'aquesta regió i la distància a la qual es troba el seu límit d'acoblament de marea, entre altres factors, els nans grocs són considerats com els més propicis a la vida al costat dels de tipus K.
Davant l'absència d'exemples coneguts que ofereixin diferents escenaris en els quals la vida pot aparèixer, els astrònoms parteixen del grau de parentiu d'un exoplaneta amb la Terra per establir la seva habitabilitat potencial. Així doncs, l'objectiu principal en investigació exoplanetària és trobar un objecte que reuneixi les característiques principals del nostre planeta, com el seu radi, massa, temperatura, composició atmosfèrica i pertinença a una estrella similar al Sol. En teoria, aquests anàlegs terrestres han de presentar unes condicions equiparables d'habitabilitat que permetin la proliferació de vida extraterrestre.
A aquest efecte, la NASA i l'Institut SETI han elaborat un indicador, l'Índex de Similitud amb la Terra (IST), que estima la semblança en funció de la massa, radi, velocitat de fuita i temperatura d'equilibri estimada del cos planetari. No obstant això, aquest barem no considera en el seu càlcul aspectes transcendentals com la composició atmosfèrica, l'edat del sistema o el tipus d'estrella. Partint dels greus problemes per a l'habitabilitat planetària que presenten els sistemes de nanes vermelles i els cossos estel·lars de tipus F o superiors, les úniques que podrien oferir un escenari suportable per a la vida serien les de tipus K i G. Els anàlegs solars sovint eren considerats com els candidats més probables per contenir un sistema planetari similar al solar, i com els millor posicionats per sostenir formes de vida basades en el carboni i oceans d'aigua líquida. Estudis posteriors, com «Superhabitable Worlds» de René Heller i John Armstrong, estableixen que les nanes taronges podrien ser més adequades per a la vida que les de tipus G, i albergar als hipotètics planetes superhabitables.
No obstant això, els nans grocs segueixen representant l'únic tipus estel·lar del que existeixen proves de la seva aptitud per a la vida. A més, mentre que en altres tipus d'estrelles la zona habitable no coincideix íntegrament amb la zona d'habitabilitat ultraviolada, en les de classe G la primera se situa per complet entre els límits de la segona. Finalment, els nans grocs compten amb una fase inicial d'intensa activitat estel·lar molta més talla que les de tipus K, la qual cosa permet als planetes pertanyents a anàlegs solars conservar les seves atmosferes primigènies amb més facilitat i mantenir-les durant gran part de la seqüència principal.

## Descobriments

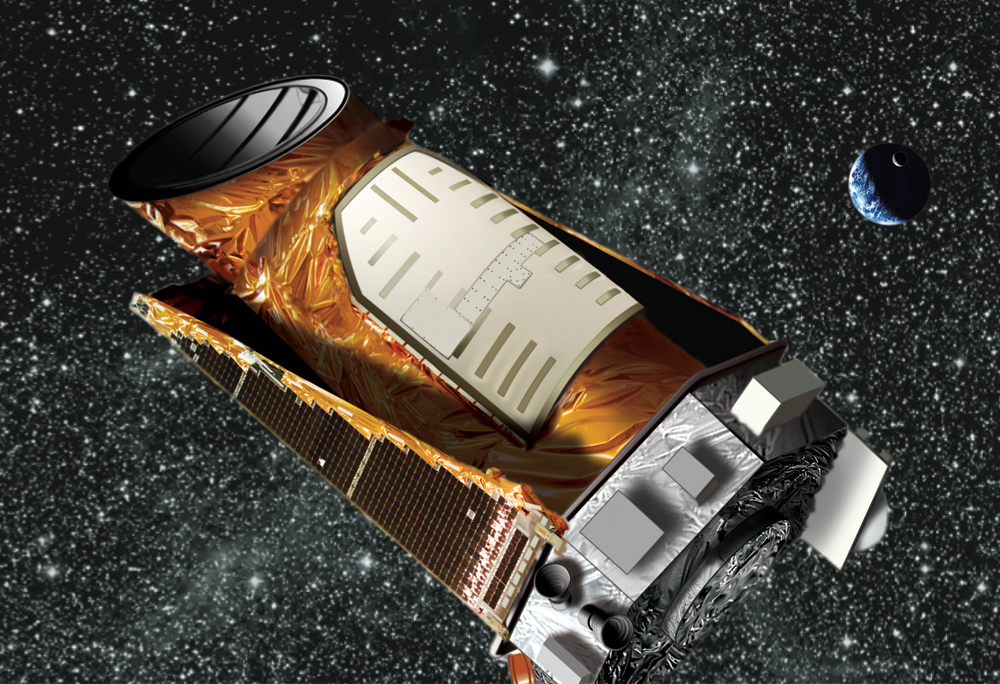
Telescopi Espacial Kepler.

La majoria dels exoplanetes descoberts han estat detectats pel telescopi espacial Kepler, que empra el mètode de trànsit per trobar planetes al voltant d'altres sistemes. Aquest procediment analitza la lluentor de les estrelles per detectar descensos que indiquin el pas d'un objecte planetari davant d'elles des de la perspectiva de l'observatori. És el mètode que ha collit majors èxits en investigació exoplanetària al costat del mètode de velocitat radial, que consisteix en l'anàlisi de les vibracions causades en les estrelles pels efectes gravitacionals dels planetes que les orbiten. L'ús d'aquests procediments amb les limitacions dels telescopis actuals dificulta la troballa d'objectes amb òrbites similars a la terrestre o superiors, la qual cosa genera un biaix a favor dels planetes amb un semieix major curt. Com a conseqüència, la major part dels exoplanetes detectats són excessivament càlids o pertanyen a estrelles poc massives, la zona habitable dels quals es troba propera a elles i qualsevol objecte que orbiti en aquesta regió tindrà un any significativament més curt que la Terra.
Els cossos planetaris pertanyents a la zona d'habitabilitat de nans grocs, com Kepler-22b, Kepler-452b o la Terra, triguen centenars de dies a completar una òrbita al voltant de la seva estrella. La major lluminositat d'aquests astres, l'escassetat dels trànsits i el semieix major dels seus planetes situats a la zona habitable, redueixen les probabilitats de detectar aquesta classe d'objectes i augmenta considerablement el nombre de falsos positius, com en els casos de KOI-5123.01 i KOI-5927.01. Els observatoris terrestres i orbitals projectats per als propers deu anys poden incrementar els descobriments d'anàlegs terrestres en sistemes de nans grocs.
Per les dificultats anteriorment esmentades, en l'actualització de la base de dades exoplanetària de la NASA del 10 de maig de 2016 només hi ha tres planetes pertanyents a sistemes de nans grocs entre els vint amb major IST: Kepler-452b (83 %), Tau Ceti e (78 %) i Kepler-22b (71 %).

### Kepler-452b

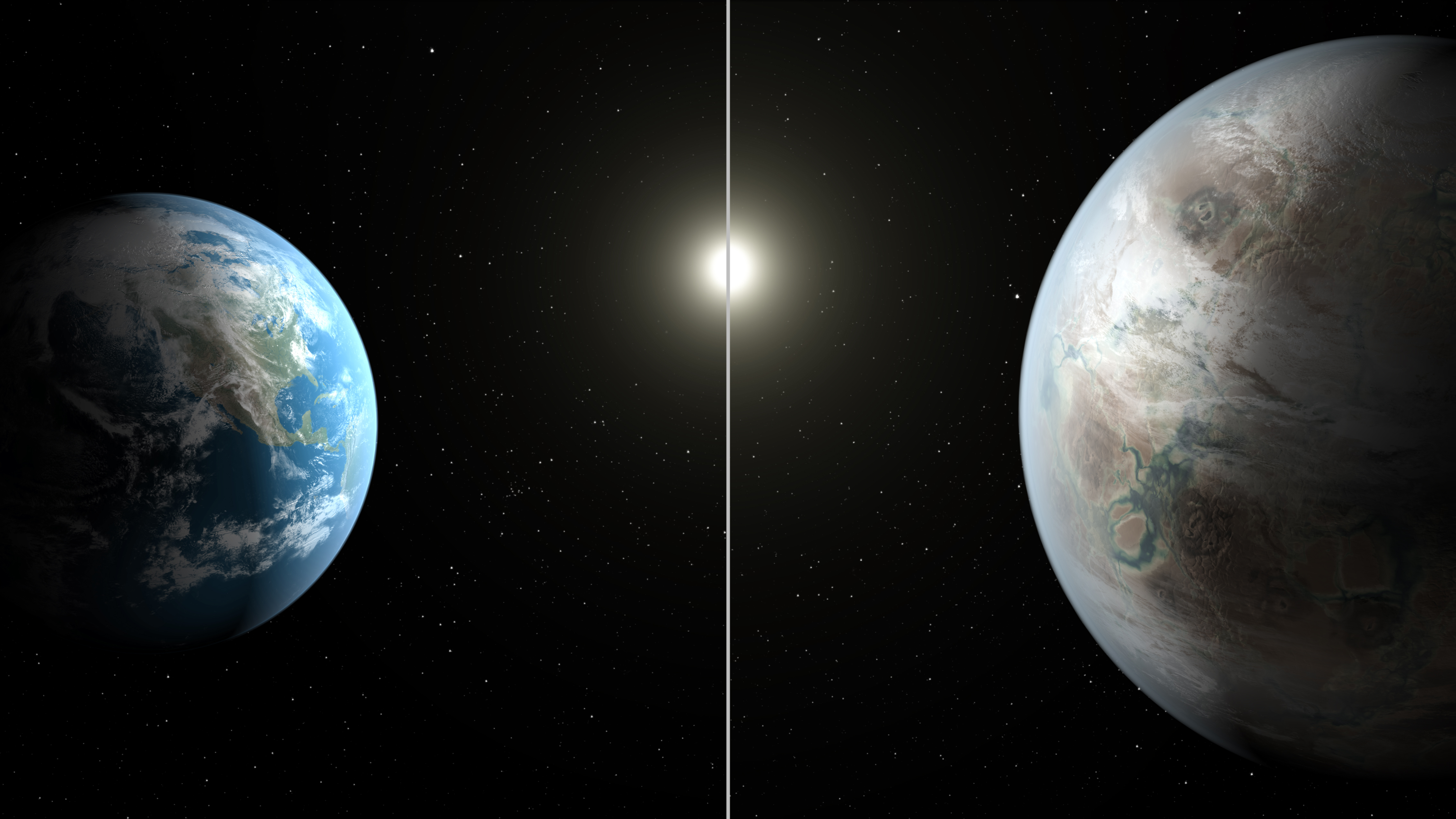
Comparació entre la Terra (esquerra) i Kepler-452b (dreta).

Kepler-452b es troba a 1400 anys llum de la Terra, en la constel·lació de Cygnus. El seu radi, d'aproximadament 1,6 R⊕, el situa just en el límit que separa als planetes tel·lúrics dels minineptuns establert per l'equip de Courtney Dressing, investigadora del Centre d'Astrofísica Harvard-Smithsonian (CfA). Si la densitat del planeta és similar a la terrestre, la seva massa serà d'unes 5 M⊕ i la seva gravetat dues vegades major. Pertany a Kepler-452, un nana groc de tipus G2V com el Sol, amb una edat aproximidada de 6000 milions d'anys (6 Ga) davant dels 4,5 Ga del sistema solar.
La massa de la seva estrella és lleugerament superior a la del Sol, 1,04 M☉, per la qual cosa a pesar que completa una òrbita al voltant cada 385 dies davant dels 365 terrestres, és més càlid que la Terra. Si presenta una albedo i composició atmosfèrica similars, la temperatura mitjana superficial rondarà els 29 ℃. Els indicadors del PHL per a l'exoplaneta són 83 % (IST), 0,93 (SPH), -0,61 (HZD), -0,15 (HZC) i 0,3 (HZA). Aquests valors mostren un important grau de semblança amb la Terra, unes condicions favorables per a la vida vegetal, una òrbita més propera a la seva estrella que la terrestre, una escassa presència de metalls en la seva composició i una atmosfera molt densa.
Segons Jon Jenkins, del Centre d'Investigació Ames de la NASA, es desconeix si Kepler-452b és un planeta terrestre, un món oceànic o un minineptú. Si es tracta d'un objecte de tipus tel·lúric com la Terra, és probable que tingui una major concentració de núvols, una intensa activitat volcànica i estigui a punt de patir un efecte d'hivernacle descontrolat semblant al de Venus per l'increment constant en la lluminositat de la seva estrella, després d'haver romàs durant tota la seqüència principal a la seva zona habitable. Doug Caldwell, científic de l'Institut SETI i membre de la missió Kepler, estima que Kepler-452b pot estar experimentant el mateix procés que sofrirà la Terra dintre de mil milions d'anys.

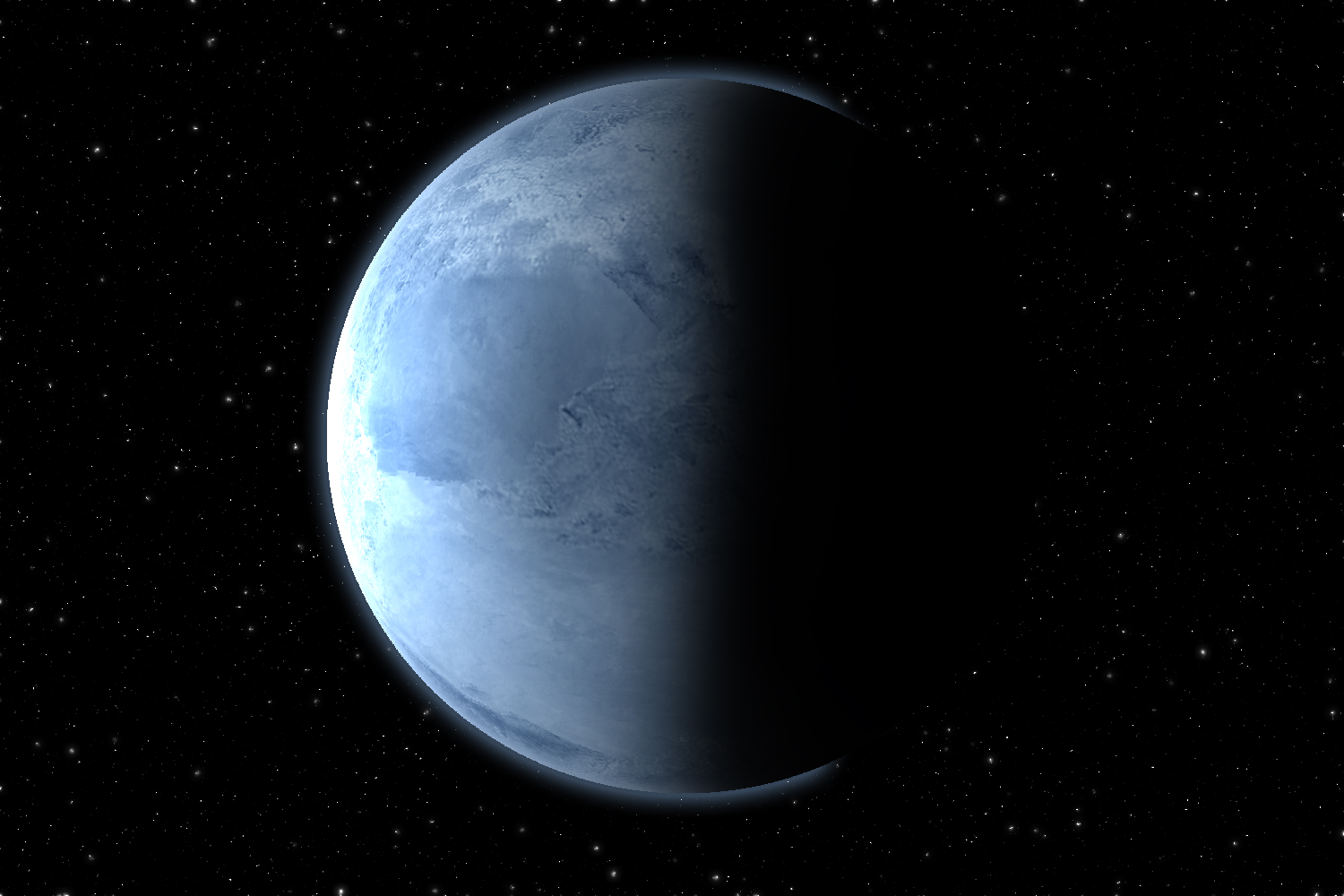
Possible aspecte de Tau Ceti e.

### Tau Ceti e
Tau Ceti e orbita al voltant d'una estavella tipus G8,5V en la constel·lació de Cetus, a 12 anys llum de la Terra. Compta amb un radi d'1,59 R⊕ i una massa de 4,29 M⊕, per la qual cosa igual que Kepler-452b es troba en el límit de separació entre els planetes terrestres i gasosos. Amb un període orbital de només 168 dies, la seva temperatura assumint una composició atmosfèrica i albedo similars als de la Terra seria d'uns 50℃. Els indicadors del PHL de Tau Ceti e són 78 % (IST), 0,00 (SPH), -0,92 (HZD), -0,15 (HZC) i 0,16 (HZA). Aquestes xifres marquen una similitud amb la Terra propera a la de Mart, unes condicions molt hostils per a la vida vegetal, una òrbita molt propera al límit intern de la zona habitable, una certa escassetat de metalls en la seva composició i una atmosfera densa.
El planeta se situa just en la vora interna de la zona habitable i rep aproximadament un 60 % més de llum que la Terra. La seva grandària pot implicar també una major concentració de gasos en la seva atmosfera, que el converteixin en un objecte de tipus super-Venus. En cas contrari, podria ser el primer termoplaneta descobert.

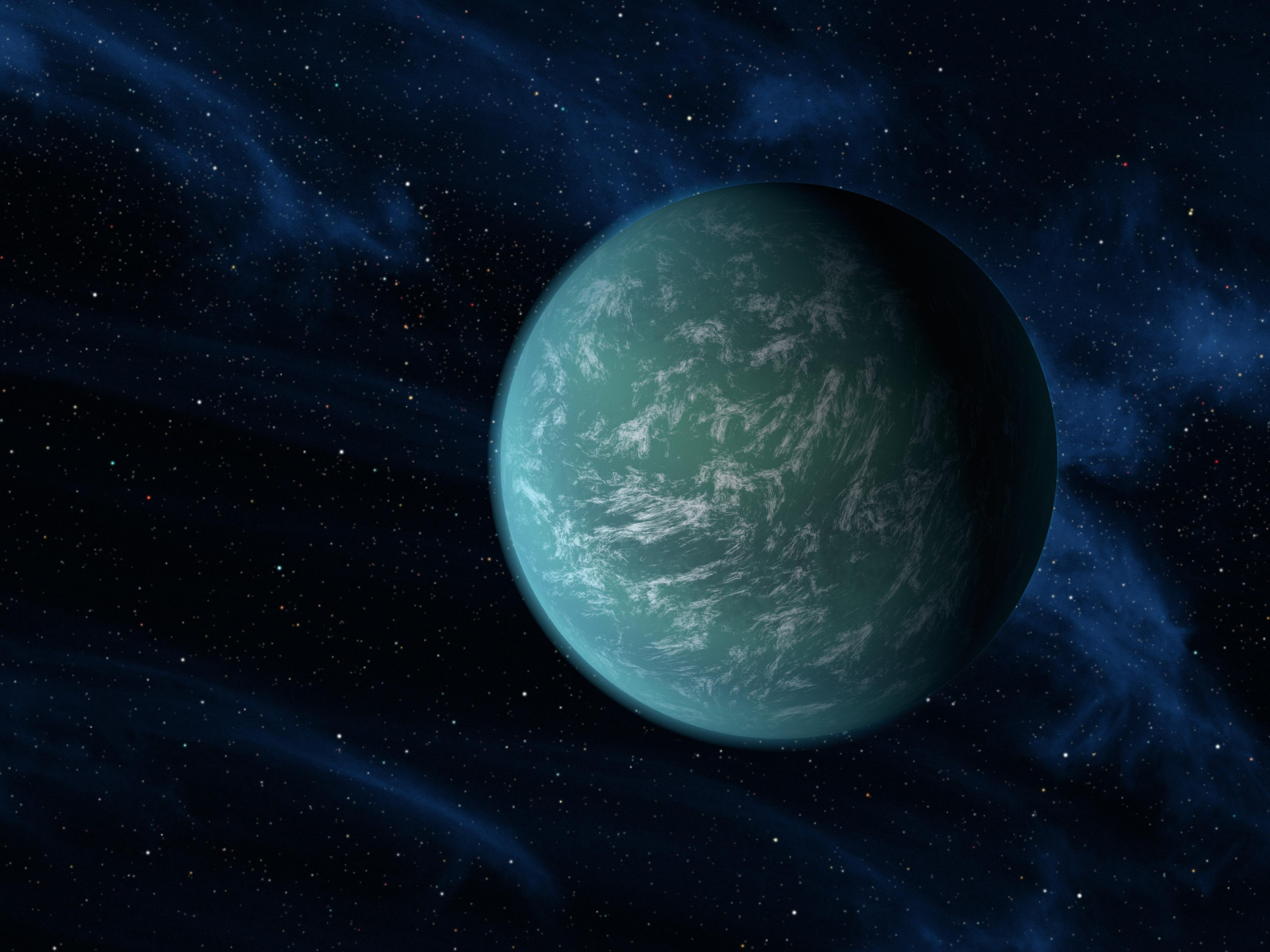
Impressió artística de Kepler-22b

### Kepler-22b
Kepler-22b està a una distància de 600 anys llum, en la constel·lació de Cygnus. Completa una òrbita al voltant de la seva estrella, de tipus G5V, cada 290 dies. La seva ràdio és de 2,35 R⊕ i la seva massa aproximada, per a una densitat similar a la de la Terra, seria de 20,36 M⊕. Els indicadors del PHL per a l'objecte són 71 % (IST), 0,53 (SPH), -0,64 (HZD), -0,12 (HZC) i 1,79 (HZA). Aquests valors teoritzen un escàs parentiu entre l'exoplaneta i la Terra, un ambient lleugerament hostil per la vida vegetal, una composició escassa en metalls i una atmosfera extremadament densa. Si l'atmosfera i l'albedo del planeta fossin similars als terrestres, la seva temperatura superficial rondaria els 22 ℃.
Va ser el primer exoplaneta trobat pel telescopi Kepler pertanyent a la zona d'habitabilitat de la seva estrella. Per la seva grandària, considerant el límit establert per l'equip de Courtney Dressing i el valor HZA assignat pel PHL, la probabilitat que es tracti d'un minineptú és molt elevada.